# HMS J6
Pour les articles homonymes, voir J6.
Le HMS J6 est un sous-marin britannique de classe J de la Première Guerre mondiale, construit pour la Royal Navy par HMNB Devonport à Plymouth. Mis en service en 1916, il est coulé par erreur par un tir ami du Q-ship Cymric en octobre 1918).

## Conception
La classe J a été conçue par la Royal Navy en réponse à l’annonce de l’apparition de sous-marins allemands avec une vitesse en surface supérieure à 18 nœuds (33 km/h). Ces sous-marins avaient un déplacement de 1 210 tonnes en surface, et 1 820 tonnes en immersion. Chaque sous-marin avait une longueur totale de 275 pieds (84 m), avec un maître-bau de 22 pieds (6,7 m), et un tirant d'eau de 14 pieds (4,3 m). Le système de propulsion était construit autour de trois arbres d'hélice. La classe J était les seuls sous-marins à triple hélice jamais construit par les Britanniques. Leur propulsion était fournie par trois moteurs diesel de 12 cylindres en surface, et des moteurs électriques en immersion. Leur vitesse maximale était de 19 nœuds (35 km/h) en surface (ce qui faisait d’eux les sous-marins les plus rapides au monde au moment de leur construction) et de 9,5 nœuds (17,6 km/h) sous l’eau. Leur rayon d'action était de 4 000 milles marins (7 400 km) à 12 nœuds (22 km/h).
Leur armement se composait de six tubes lance-torpilles de 18 pouces (457 mm) (quatre à l’avant, un sur chaque flanc), plus un canon de pont de 4 pouces (101 mm). À l’origine, le canon était installé sur une plate-forme en avant du kiosque, mais la plate-forme a été plus tard étendue jusqu’à la proue et fusionnée dans la coque pour l’hydrodynamisme, et le canon a été déplacé sur une plate-forme installée à l’avant du kiosque. 44 personnes composaient l’équipage.

## Engagements
Sous la direction de son premier commandant, Max Horton, le J6 fut lancé le 9 septembre 1915 et mis en service le 25 janvier 1916. Avec les autres sous-marins de classe J, il était affecté à la 11e flottille sous-marine. Il a servi en mer du Nord principalement, dans des opérations contre les destroyers et les sous-marins allemands. La plus proche occasion qu’il a eue de couler un ennemi a été quand il a tiré une torpille sur l’U-61, mais il a raté sa cible.
Le 1er décembre 1917, Horton fut remplacé comme commandant du J6 par le lieutenant commander Geoffrey Warburton. En avril 1918, Warburton repère la flotte allemande de haute mer, qui avait pris la mer pour tenter de traquer un convoi allié. Warburton n’a pas identifié la flotte comme allemande et n’a pas signalé son observation à l’Amirauté britannique. S’il l’avait fait, il est possible qu’une autre bataille navale à grande échelle aurait pu avoir lieu.

## Perte
Le 15 octobre 1918, le J6 patrouillait au large de la côte du Northumberland lorsqu’il fut repéré par le Q-ship Cymric. Le capitaine du Cymric, le Lieutenant F. Peterson (Royal Naval Reserve) a mal lu le code d’identification peint sur le kiosque du J6. Croyant lire U6, il a supposé que cela indiquait un U-boot allemand. Peterson a fait hisser le pavillon blanc de la Royal Navy et ouvrir le feu sur le J6. Après un certain nombre de coups au but, le J6 coule. Ce n’est qu’après que les survivants aient été repérés dans l’eau que Peterson et l’équipage du Cymric ont réalisé leur erreur et ont repêché les survivants. De l’équipage du J6, 15 hommes ont été perdus. Une commission d’enquête subséquente a conclu qu’aucune sanction ne devrait être prise contre Peterson.
Fin 2011, il a été annoncé que des plongeurs avaient découvert son épave au large de Seahouses. À l’été 2013, le navire de sauvetage de la marine polonaise ORP Lech, à la recherche de l’épave du sous-marin polonais ORP Orzeł, a localisé et officiellement confirmé l’identité du J6.